# 小念珠芥
小念珠芥（学名：Torularia parvia）为十字花科念珠芥属下的一个种。

## 扩展阅读
- 維基物種上的相關：小念珠芥